# Mistrzostwa Polski w Judo 2009
53. edycja Mistrzostw Polski w judo odbyła się w dniach 2–4 października 2009 roku w Opolu. 

## Medaliści 53. mistrzostw Polski

### kobiety
| Konkurencja: | Złoto:                                        | Srebro:                                   | Brąz:                                                                      |
| 48 kg        | Ewa Konieczny (GKS Czarni Bytom)              | Justyna Kojro (KS AZS AWFiS Gdańsk)       | Kinga Kubicka (WKS Flota Gdynia) Katarzyna Pułkośnik (UKS Narew Łapy)      |
| 52 kg        | Monika Cabaj (KS AZS AWFiS Gdańsk)            | Zuzanna Pawlikowska (KS AZS AWFiS Gdańsk) | Marta Kubań (Gwardia Wrocław) Katarzyna Wilczyńska (AZS Łódź)              |
| 57 kg        | Małgorzata Bielak (KS AZS AWFiS Gdańsk)       | Inga Kołodziej (Gwardia Warszawa)         | Ewa Knioła (Gwardia Warszawa) Agata Perenc (Polonia Rybnik)                |
| 63 kg        | Monika Woźniak (KS AZS AWFiS Gdańsk)          | Agata Ozdoba (AZS Opole)                  | Luiza Czakańska (GKS Czarni Bytom) Paulina Węglarz (GKS Czarni Bytom)      |
| 70 kg        | Katarzyna Kłys (KS Judo Czechowice-Dziedzice) | Hanna Las (KS AZS AWFiS Gdańsk)           | Agnieszka Bezrączko (GKS Czarni Bytom) Beata Rainczuk (GKS Czarni Bytom)   |
| 78 kg        | Daria Pogorzelec (SGKS Wybrzeże Gdańsk)       | Katarzyna Wójtowicz (WKS Śląsk Wrocław)   | Katarzyna Furmanek (KS AZS AWFiS Gdańsk) Katarzyna Szlendak (MKS Chełm)    |
| +78 kg       | Małgorzata Górnicka (AZS AWF Wrocław)         | Urszula Sadkowska (Gwardia Opole)         | Magdalena Kozioł (KS AZS AWFiS Gdańsk) Anna Oziero (KJ Samuraj Koszalin)   |
| open         | Urszula Sadkowska (Gwardia Opole)             | Agnieszka Podkówka (AZS AWF Wrocław)      | Katarzyna Furmanek (KS AZS AWFiS Gdańsk) Anna Oziero (KJ Samuraj Koszalin) |

### mężczyźni
| Konkurencja: | Złoto:                                   | Srebro:                               | Brąz:                                                                        |
| 60 kg        | Grzegorz Wieczorek (GKS Czarni Bytom)    | Ariel Kuśka (Polonia Rybnik)          | Damian Popiel (KS Gwardia Łódź) Marcin Wydrzyński (GKS Czarni Bytom)         |
| 66 kg        | Paweł Zagrodnik (GKS Czarni Bytom)       | Ignacy Rudawiec (AZS Gliwice)         | Krystian Jurowski (Gwardia Opole) Marek Kręcielewski (Gwardia Warszawa)      |
| 73 kg        | Tomasz Adamiec (UKJ Ryś Warszawa)        | Bartosz Garsztecki (AZS Gliwice)      | Michał Kubieniec (GKS Czarni Bytom) Piotr Płoński (Gwardia Wrocław)          |
| 81 kg        | Łukasz Błach (AZS AWF Wrocław)           | Grzegorz Czajka (GKS Czarni Bytom)    | Robert Gawron (GKS Czarni Bytom) Robert Krawczyk (GKS Czarni Bytom)          |
| 90 kg        | Wiktor Tworzydło (AZS AWF Warszawa)      | Piotr Golus (GKS Czarni Bytom)        | Wincenty Krawczyk (GKS Czarni Bytom) Paweł Mróz (MMKS Wojownik Skierniewice) |
| 100 kg       | Przemysław Matyjaszek (GKS Czarni Bytom) | Kamil Panek (AZS AWFiS Gdańsk)        | Tomasz Domański (AZS AWFiS Gdańsk) Rafał Filek (TS Wisła Kraków)             |
| +100 kg      | Tomasz Wojnarowicz (GKS Czarni Bytom)    | Paweł Smoliniec (AZS AWFiS Gdańsk)    | Paweł Pytliński (TS Wisła Kraków) Maciej Sarnacki (AZS AWF Warszawa)         |
| open         | Przemysław Matyjaszek (GKS Czarni Bytom) | Tomasz Wojnarowicz (GKS Czarni Bytom) | Robert Krawczyk (GKS Czarni Bytom) Wincenty Krawczyk (GKS Czarni Bytom)      |